# Камкадамахи
Камкадамахи (дарг. Къамкъадамахьи) — село в Акушинском районе Дагестана. Входит в состав сельского поселения «Сельсовет Дубримахинский».

## Географическое положение
Расположено в 4 км к юго-востоку от районного центра села Акуша, на р. Инки (бассейн р. Акуша).

## Население
| 1926 | 1939 | 1970 | 1989 | 2002 | 2010 | 2021 |
| ---- | ---- | ---- | ---- | ---- | ---- | ---- |
| 114  | ↘112 | ↗120 | ↗357 | ↘298 | ↘285 | ↗308 |